# MNCTV
MNCTV è una rete televisiva indonesiana, proprietà di Media Nusantara Citra.

## Identificativi della stazione
TPI:
1991–1997: animazione bandiera indonesiana con parola TPI e mappa dell'Indonesia, che mostra la parola "TELEVISI PENDIDIKAN INDONESIA".
1992–1995: miniature d'oro dell'Indonesia (come Monas, Borobudur, ecc.) E termina con il logo TPI e la bandiera indonesiana con mappe e la parola "TELEVISI PENDIDIKAN INDONESIA" con un satellite, utilizzato fino al 1995.
1997-1999: bambini che vanno in bicicletta per strada, poi tagliano una donna e ballerini tradizionali nella nuvola, poi la donna e gli uomini scendono dalle scale indossando abiti popolari e l'uomo legge il giornale; con un'animazione di girasole, e si è conclusa con il logo Televisi Keluarga Indonesia con il logo aziendale TPI.
1999-2000: 
- Version Keroncong - i musicisti suonano nella nuvola, l'occhio di girasole, le due donne balla, la donna che suona l'arpa nella nuvola e le danze popolari dietro il tempio di Borobudur, poi vede la donna che suona di nuovo l'arpa, la donna impara a fare il batik, folk e musicisti orchestrali che suonano gli strumenti musicali, il finale era gli occhi con il girasole, e termina anche con il logo Televisi Keluarga Indonesia usato senza logo TPI 1991-2002.
- Versione balinese - Tutti gli uomini balinesi si esibiranno nelle danze del Signore balinese, poi apparirà la banda tradizionale balinese e le donne balinesi balleranno, poi le danze tradizionali maschili balinesi nel lago Bratan e poi le danze del vuoto balinese nel tempio balinese che si concludono con l'occhio e il girasole e il logo di TPI con il motto Televisi Keluarga Indonesia senza il logo aziendale TPI (1991-2002)
- Versione della tradizione del Kalimantan - Le foglie verdi danzano con la maschera tradizionale del Borneo nella casa popolare e gli uomini suoneranno il liuto del Borneo (Sape), poi la danza delle donne del Borneo apparirà in cielo, poi gli uomini suoneranno il liuto e la danza del gong dei Dayak e le donne danzeranno ancora una volta per poi riapparire, chiudendo con l'occhio con il girasole e poi il logo con il motto Televisi Keluarga Indonesia senza il logo aziendale del TPI (1991-2002).
- Versione con tamburi sundanesi - Le danze popolari femminili di Cikampek con molti girasoli e la banda musicale popolare sundanese accompagnata, poi i bambini cavalcano il leone asiatico orchestrato da tutti gli uomini, poi subito la banda popolare e le danze femminili saranno qui e il tamburo popolare è apparso e poi i bambini vanno in paradiso nei monti Garut e chiudono con l'occhio e il girasole e poi il logo con il motto Televisi Keluarga Indonesia senza il logo aziendale del TPI (1991-2002).

2002-2006: inizia con l'animazione di tre globi dorati e segnali di colore blu per diventare globo blu, quindi la luce blu è stata mostrata e si è conclusa con il nuovo logo TPI.
2006-2010: un'altra nuova identità ha l'animazione di tre fasci in blu, verde e rosso; e il design della punta del logo, e terminava con il logo TPI e il suo slogan, "Makin asyik aja". Questo è stato di breve durata, fino a quando è stato cambiato di nuovo nel 2007. Tuttavia, è più complesso utilizzando l'animazione del fiore d'oro e l'effetto delle particelle, e termina con la luce solare sullo sfondo. Lo slogan è stato cambiato in "Makin Indonesia, Makin Asyik Aja".
MNCTV:
2010–2012: Animazione del fiore composta da bicchieri e due fasci colorati di rosso e blu, e si conclude con il logo MNCTV e lo slogan "Selalu di hati". Appare un'altra versione, ad esempio il fotografo scatta una foto a due ragazze.